# Red Scorpion Women Football Club
Le Red Scorpion Women Football Club est un club féminin de football gambien basé à Bakau. C'est l'équipe la plus titrée du pays.

## Histoire
Le club est fondé en 1988 sous le nom de Dolphins.
Les Red Scorpions gagnent la supercoupe de Gambie en 2016 et en 2019.
En 2016, lors d'un match contre l'Interior FC, l'équipe agresse l'arbitre. Une partie des joueuses et du staff est suspendue un an et le club est relégué administrativement en deuxième division. La même année, la gardienne des Red Scorpions, Fatim Jawara, meurt noyée en Méditerranée en tentant d'émigrer vers l'Europe.
L'équipe est championne de Gambie en 2022. En 2022-2023, les Red Scorpions, emmenées par Kumba Kuyateh, remportent le championnat en restant invaincues.

## Palmarès
Championnat de Gambie (10) :
- Champion en 2006, 2008, 2011, 2012, 2014, 2018, 2019, 2022, 2023 et 2024.

Coupe de Gambie (3) :
- Vainqueur en 2015, 2019[9] et 2024.

Supercoupe de Gambie :
- Vainqueur en 2016, 2019.